# 1996 في التشيك
فيما يلي قوائم الأحداث التي وقعت خلال عام 1996 في التشيك.

## سياسة

### تعيين في المنصب
- 1 يونيو – ميلوش زيمان عضو مجلس النواب جمهورية التشيك،President of the Chamber of Deputies (Czech Republic) [الإنجليزية]‏.
- 23 نوفمبر – ميريك توبولانيك عضو مجلس الشيوخ في برلمان جمهورية التشيك.
- 23 نوفمبر – يان كافان عضو مجلس الشيوخ في برلمان جمهورية التشيك.

## أفلام
من الأفلام التي صدرت هذه السنة في التشيك:
- 1 يناير – كوليا من إخراج يان سفيراك.

## كتب
من الكتب التي صدرت هذه السنة في التشيك:
- 1 يناير – البطء من تأليف ميلان كونديرا.

## مواليد

### يناير
- 24 يناير – باتريك شيك لاعب كرة قدم تشيكي.[1]

### أبريل
- 14 أبريل – كاريل هانكا متسابق دراجات نارية تشيكي.[2]

### مايو
- 10 مايو – كاترينا سينياكوفا لاعبة كرة مضرب تشيكية.

## وفيات

### مايو
- 14 مايو – يان هيرتل (مواليد 1929) لاعب كرة قدم تشيكي.[3]

### يوليو
- 20 يوليو – فرانتيشيك بلانيتشكا (مواليد 1904) لاعب كرة قدم تشيكي.[4]